# Röntgenite-(Ce)
La rontgenite-(Ce) è un minerale.